# KANKAWA
KANKAWA（寒川敏彦、BLUE SMITH）は、日本のジャズ・オルガン・プレイヤー。2008年からはBLUE SMITH名義でも活動。

## 経歴
テレビ番組『11PM』の番組中の演奏を担当し、ジャズ・オルガン・プレイヤーとして本格的にデビューを果たす。
第一回マウントフジ・ジャズ・フェスティバル出演後に渡米し、ジャズ・オルガン・プレイヤーである、ジミー・スミスに師事。ニューヨークのハーレムで、東洋人初のジャズ・バンドリーダーを務め、1991年にニューヨーク市長より「Best of Artist the Year NY」賞を受賞。
その後、ジョー・ヘンダーソン、デイヴィッド・サンボーン、デニス・チェンバース、ダリル・ジョーンズなどのジャズ・プレイヤーと共演。
ジャズ・プレイヤー以外には、ビル・ラズウェル、Malik B.（The ROOTS）といった海外のクラブ・ミュージシャン、DJ Kenseiを中心とする日本のクラブ・ミュージック・アーティストたちと活動し、楽曲をリリースしている。
2008年からは、「BLUE SMITH」名義での活動を始め、『ORGAN LOVE』、『ORGAN CLUB』の2枚のアルバムをリリース。
参加アーティストにORANGE RANGE、松本素生&河野丈洋（GOING UNDER GROUND）、村上てつや（ゴスペラーズ）、TAKE（Skoop On Somebody）、DJ KAORI、ユラリ（Bahashishi）、SIMON、MARU　(『ORGAN LOVE』)、Fantastic Plastic Machine、Dexpistols、松浦俊夫、DJ Yas(『ORGAN CLUB』)、Jeff Miyahara(『ORGAN CLUB』) といった、Jポップからアンダーグラウンドまでの幅広いミュージシャンたちが名を連ねる。
同時期に、1980年代のテクノの楽曲を人力バンドで再現する企画、『MANMACHINE』に参加。その中の1曲では、プリンス、マドンナ、宇多田ヒカルらのツアーに参加してきた、ニューヨークのドラマー、ジョン・ブラックウェルとの共演を果たす。
2009年7月22日にはNEW ALBUM『ORGAN TALKING "EMERGENCY" 〜dear Tony〜』をリリース。
2020年1月16日横浜市栄公会堂にてラストコンサート。

## ディスコグラフィ

### BLUE SMITH
- ORGAN LOVE（2008年12月3日）共演：ORANGE RANGE、松本素生&河野丈洋（GOING UNDER GROUND）、村上てつや（ゴスペラーズ）、TAKE（Skoop On Somebody）、DJ KAORI、ユラリ（Bahashishi）、SIMON、MARU
- ORGAN CLUB（2008年12月10日）共演：FPM、Dexpistols、松浦俊夫、DJ Yas

### KANKAWA(寒川敏彦)
- HOBO'S Blues / Toshihiko（1983年）
- QUARTER RUN/TOSHIHIKO KANKAWA With JIMMY SMITH（1984年）共演：ジミー・スミス
- Mr.SOUL MAN/TOSHIHIKO KANKAWA WITH Nobuo Hara and # &（1987年）
- Toshihiko Kankawa Quartet Live（1987年）
- KANKAWA BIII Remix 1997（1997年1月22日）
- B-III（1997年7月24日）
- Harlem Swing（1998年8月21日）
- Uganda Live in Japan（1999年5月21日）共演：デニス・チェンバース
- Drive（2000年12月13日）共演：ハイラム・ブロック、マイク・スターン、ダリル・ジョーンズ
- ORGAN MEETING / Kankawa with Jack Mcduff（2001年6月20日）共演：ジャック・マクダフ
- KANKAWA meets Gary Bartz CD "JAZZ TIME"（2004年2月25日）共演：ゲイリー・バーツ
- JAM JAMtheHEAVY CATs（2005年8月25日）共演：ハイラム・ブロック
- JAZZ TIME II-Blue Bossa live 1987" Joe Henderson meets KANKAWA（2005年5月25日）共演：ジョー・ヘンダーソン
- ”JAZZ TIME III "SOUL FINGER" Tribute to Jimmy Smith（2006年2月22日）
- REMINISCENCE MILES（2007年10月24日）

### NUDE JAZZ
- CYNODONTIA（2005年6月7日）

### KANKAWA122
- CONFUSION（2002年1月23日）
- ROOTS PROOF(12inch)（2002年2月10日）
- ROOTS PROOF（2002年2月27日）
- Nucleus Dance（2003年2月28日）
- KEY CLICK（2004年4月28日）共演：DJ LOGIC

### REMIX
- GREATFUL REMIXRS（2002年8月28日）

### COMPILATION
- Ultimate organ compilation MIX JUICE 1（2004年6月2日）ソウライヴ、ジャック・マクダフ、ジミー・スミス&KANKAWA、KANKAWA122 with DJ LOGICなど、未発表音源で構成されるオルガン・コンピレーション

## 映像作品
- king of organ KANKAWA LIVE 30th anniversary DVD（2006年12月9日）